# Dorte Toft
Dorte Toft (født 11. december 1944) er en dansk journalist og freelancer ved Point of View International. Hun bloggede i ca. 10 år på Bizzen – IT & Business. Emnerne for Dorte Tofts journalistiske arbejde har i de senere år været IT-sikkerhed, social software, ERP, IT og ledelse, brugervenlighed og store fejlslagne it-investeringer. Hun beskriver ofte sig selv som djævlens advokat.
I december 2008 var Dorte Toft med sine vedholdende skriverier på bloggen stærkt medvirkende til at bringe IT Factory og den administrerende direktør Stein Bagger til konkurs. Dorte Toft startede sine undersøgelser af forholdene i IT Factory flere år tidligere blandt andet ved igen og igen at spørge mennesker, hun interviewede i andre sammenhænge, om deres forståelse af forholdene i virksomheden. Hun skrev første gang om sagen på sin weblog 5. december 2007 – det vil sige næsten 1 år før, IT Factory blev erklæret konkurs.
Dorte Toft fik undervejs i sagen hjælp af læserne af hendes blog Bizzen - IT & Business, som tippede hende og hjalp med at tegne et mere dækkende billede af sagen. Bizzen - IT & Business lukkede med udgangen af juli 2016 .
Dorte Toft modtog eJour-prisen 2009 for sit arbejde med Bagger-sagen.
I 2009 modtog hun også FUJ-prisen (Juryens særpris)  og blev nomineret til Cavlingprisen i 2009.
I 2010 tildeltes hun Publicistprisen.
De senere år har emnerne for Dorte Tofts journalistiske arbejde især været udfordringerne ved kunstig intelligens og robotter, der skal færdes blandt mennesker, såsom selvkørende biler. Hun skriver også om udviklingen inden for overvågning, deep fakes og Falske nyheder. Desuden beskæftiger Toft sig med mønstre for svindel og holder indlæg om forsøg på at få journalister og medier til at tie. Ligeledes beskæftiger hun sig med kønsbaserede fordomme og det kønnede uddannelsesvalg, en overgang som fast bidragsyder til spalten matriarkatet i Politiken.
Dorte Toft var oprindelig programmør, inden hun i 1974-77 tog journalistuddannelsen.